# Fischy Music

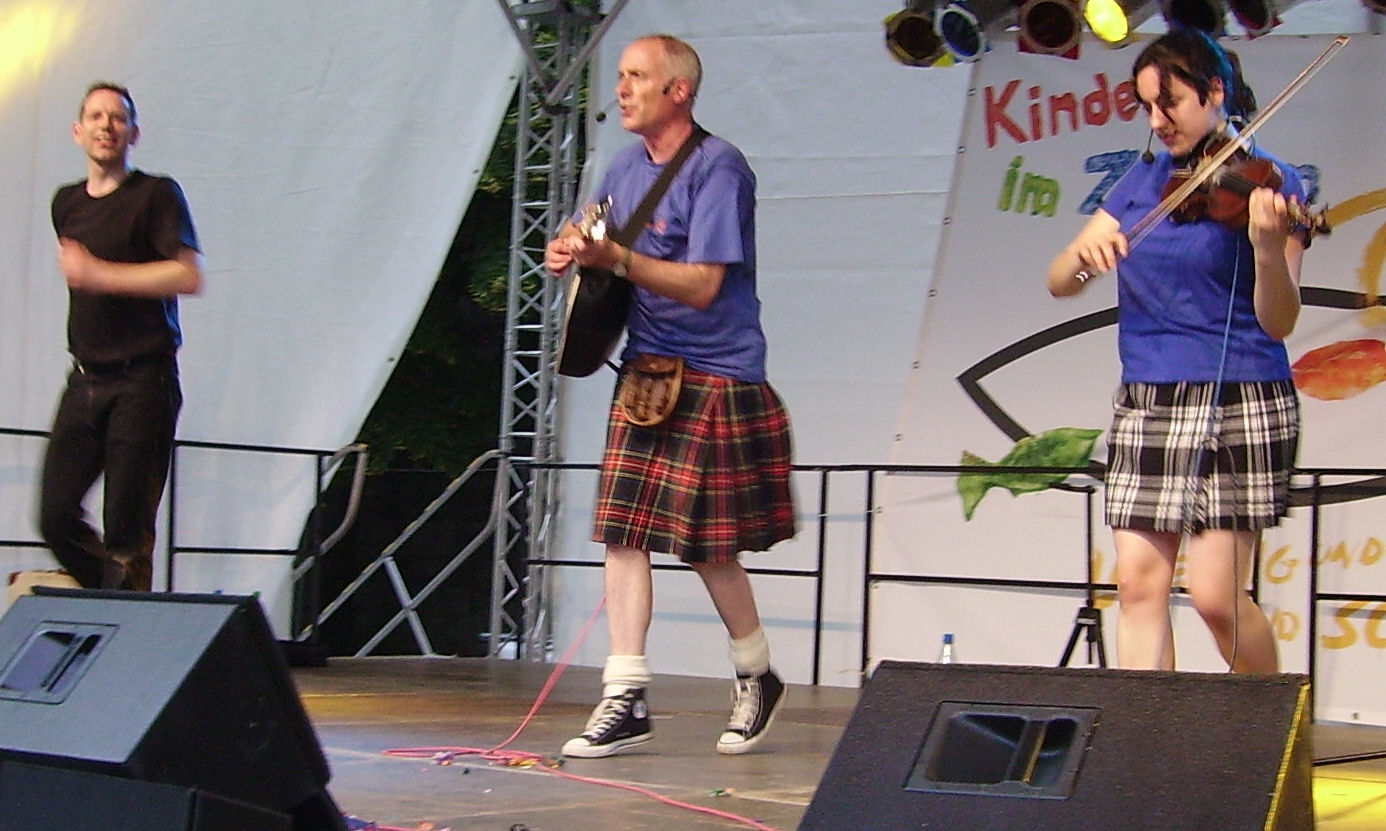
Ken Wylie, Stephen Fischbacher und Suzanne Adam

Fischy Music ist eine britische Musikgruppe, die in Deutschland vor allem durch ihre zahlreichen Auftritte bei den Evangelischen Kirchentagen der Jahre 2005 und 2007 bekannt wurde.
In Großbritannien hat die Gruppe eine Schlüsselrolle beim Kinderprogramm des nationalen Festivals der Graswurzelbewegung Green Belt Movement.
Die Gruppe hat ihren Namen von  ihrem Begründer Stephen Fischbacher, dessen Vorfahren vor drei Generationen aus der Schweiz nach Großbritannien auswanderten.

## Geschichte
Fischy Music wurde von Stephen Fischbacher im Jahr 1998 in Edinburgh gegründet, der die Band auf Grund seiner Erfahrungen in der Jugendarbeit ins Leben rief und dabei von der Kirche unterstützt wurde. Hauptzielgruppe sind vor allem Schulkinder. Themen sind Mobbing und andere Probleme, die auch Jugendliche betreffen. Die Bewegungen zu den Lieder basieren auf der britischen Gebärdensprache.

## Zielgruppe
Stephen Fischbacher komponiert seine Lieder vorwiegend für Kinder im Alter von 7 bis 11 Jahren. In diesem Zusammenhang bietet die Gruppe an Schulen Musik-Workshops an, die jeweils ein besonderes Thema zum Gegenstand haben, das vorher mit den Lehrern durchgesprochen wird.

## Mitwirkende

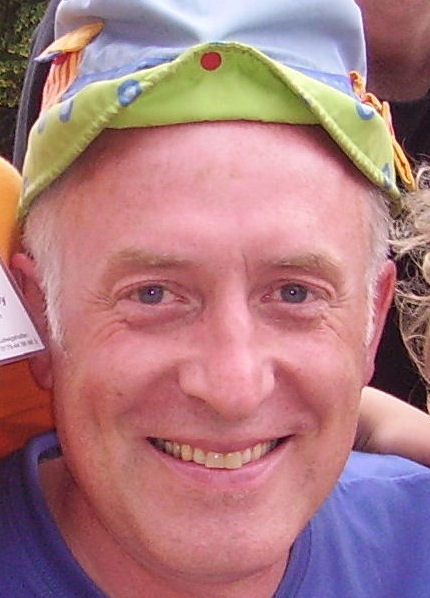
Stephen Fischbacher
Der gebürtige Glasgower Stephen Fischbacher ist Sänger, Komponist und Musikdirektor der Gruppe. Er übte verschiedene Berufe (z. B. am Theater) aus, bevor er nach Kanada ging und dort am Bible College in Saskatchewan studierte. In den 1990er Jahren begann er mit dem Schreiben von Kinderliedern als seine Kinder geboren waren, wobei er von der irischen Band U2 beeinflusst wurde.
Suzanne Adam
Suzanne Adam ist Sängerin, Musikerin und Werbeleiterin der Band. Sie wurde 1978 in Edinburgh geboren. Ihren ursprünglichen Berufswunsch, Veterinärmedizin gab sie zugunsten der Musik auf und schloss sich 2001 Fischy Music als Sängerin und Violinistin an. Außerdem ist sie für die Canongate Cadjers Ceilidh Band und ihr eigenes Duo Fair Witness aktiv.
Naomi Barton
Naomi Barton  wurde in Inverurie, nahe Aberdeen geboren, zog nach Hawick um, wo sie Stephen Fischbacher kennenlernte. Sie unterrichtete einige Jahre an einer Edinburgher Grundschule, bevor sie ihre Tätigkeit als Lehrerin zu Gunsten ihrer Familie aufgab.
Louise Holden
Louise Holden beschäftigt sich mit Zeichensprache und ist als Gebärdendolmetscherin für Gehörlose tätig. Bei Fischy Music ist sie seit dem Jahr 2004.
Jed Milroy
Der Musiker Jed Milroy stammt aus Manchester, wuchs aber in Edinburgh auf. Mit der Musik begann er im Alter von 1 Jahren als Gitarrist und wurde dabei von Oasis sowie Simon and Garfunkel beeinflusst.
Ken Wylie
Ken Wylie lebt in London, wo er als Büroangestellter tätig ist. In seiner Freizeit betätigt er sich als Pantomime.
Sandy Butler
Der Gitarrist Sandy Butler wurde 1986 in Bristol geboren und studiert Sound Production an einem College.
Tracey Francis
Tracey Francis übernahm das Management von Fischy Music im Jahr 2002.
Anne Dodds
Anne Dodds wuchs in Edinburgh auf, wo sie auch den größten Teil ihres Lebens verbrachte.
Beruflich entwickelt sie das Project Management großer Versicherungsgesellschaften.

## Diskografie
- I Wonder WHY? (Fragen zur Welt)
- Get Moving! (Bewegungslieder)
- Fabbydabbydee! (Lieder über Gefühle und Freundschaft für Kinder unter 7 Jahren)
- These Are Our Emotions (Lieder um Gefühle und Selbstachtung)
- Build Up (Lieder von Selbstachtung, Freundschaft und Tyrannei in der Schule)
- Something Fischy (Lieder um Scheidung, Selbstachtung und Kreativität)
- Angry Hotel Man (Weihnachtsmaterial)